# Catacombs of the Black Vatican
Catacombs of the Black Vatican — девятый студийный альбом хэви-метал группы Black Label Society. Альбом был выпущен 8 апреля 2014 года. Это первый альбом Black Label Society, в записи которого участвовал бывший барабанщик Breaking Benjamin Чед Сцелига, после того, как Майк Фродже покинул группу.

## Отзывы критиков
| Оценки критиков  | Оценки критиков |
| Источник         | Оценка          |
| ---------------- | --------------- |
| About.com        | [ 2 ]           |
| Allmusic         | [ 3 ]           |
| Blabbermouth.net | [ 4 ]           |
| Loudwire         | [ 5 ]           |
| Rock Hard        | 8.0/10          |

Альбом дебютировал  на 5 позиции в чарте Billboard 200, и на 1 позиции в Top Rock Albums. По состоянию на март 2016 года, альбом был продан тиражом 80 000 копий в США.

## Список композиций
Слова и музыка всех песен — Закк Уайлд.
| №                   | Название                  | Длительность |
| ------------------- | ------------------------- | ------------ |
| 1.                  | «Fields of Unforgiveness» | 3:12         |
| 2.                  | «My Dying Time»           | 3:22         |
| 3.                  | «Believe»                 | 3:44         |
| 4.                  | «Angel of Mercy»          | 4:14         |
| 5.                  | «Heart of Darkness»       | 3:39         |
| 6.                  | «Beyond the Down»         | 2:54         |
| 7.                  | «Scars»                   | 4:13         |
| 8.                  | «Damn the Flood»          | 3:18         |
| 9.                  | «I've Gone Away»          | 3:51         |
| 10.                 | «Empty Promises»          | 5:16         |
| 11.                 | «Shades of Gray»          | 6:28         |
| Общая длительность: | Общая длительность:       | 44:39        |

| №   | Название               | Длительность |
| --- | ---------------------- | ------------ |
| 12. | «Dark Side of the Sun» | 5:19         |
| 13. | «Blind Man»            | 4:36         |

| №   | Название               | Длительность |
| --- | ---------------------- | ------------ |
| 12. | «Dark Side of the Sun» | 5:19         |
| 13. | «The Nomad»            | 4:15         |

| №   | Название               | Длительность |
| --- | ---------------------- | ------------ |
| 12. | «Dark Side of the Sun» | 5:19         |
| 13. | «Hell and Fire»        | 4:25         |

## Участники записи
- Закк Уайлд — вокал, гитара, фортепиано, акустическая гитара
- Джон Десервио — бас-гитара, дополнительный вокал
- Чед Сцелига — ударные

## Позиции в чартах
| Чарт (2014)                           | Высшая позиция |
| ------------------------------------- | -------------- |
| Австралия (ARIA)                      | 31             |
| Австрия (Ö3 Austria)                  | 45             |
| Бельгия/Фландрия (Ultratop)           | 111            |
| Бельгия/Валлония (Ultratop)           | 59             |
| Канада (Canadian Albums Chart)        | 4              |
| Нидерланды (Album Top 100)            | 23             |
| Финляндия (Suomen virallinen lista)   | 12             |
| Франция (SNEP)                        | 64             |
| Германия (Offizielle Top 100)         | 29             |
| Италия (Classifica album)             | 87             |
| Швеция (Sverigetopplistan)            | 52             |
| Великобритания (UK Albums Chart)      | 30             |
| США (Billboard 200)                   | 5              |
| США (Billboard Top Hard Rock Albums)  | 1              |
| США (Billboard Independent Albums)    | 1              |
| США (Billboard Top Rock Albums)       | 1              |
| США (Billboard Top Tastemaker Albums) | 3              |